# Boeing 747-400

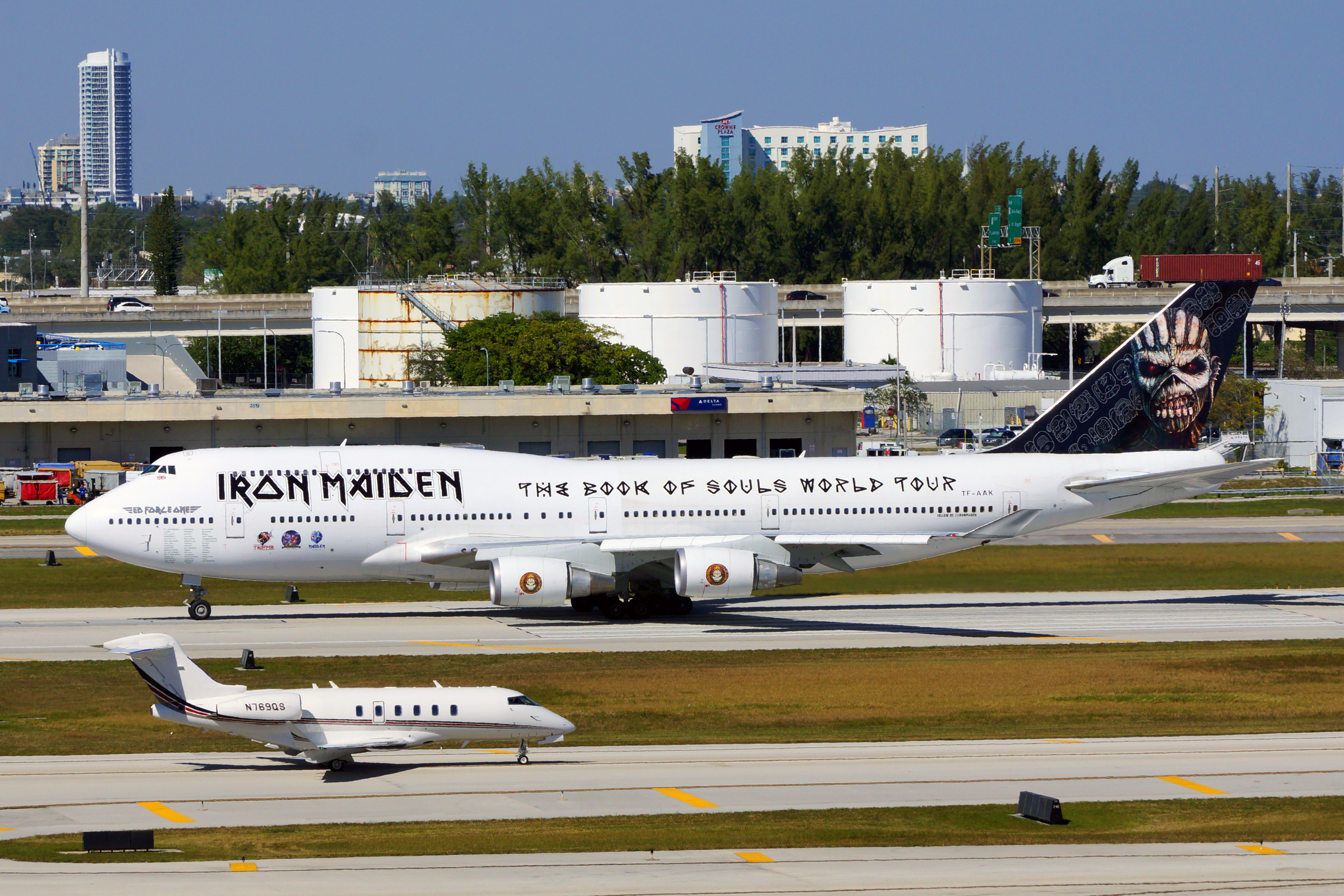
Boeing 747-428 Ed Force One utilizado pela banda de heavy metal britânica Iron Maiden.

O Boeing 747-400 é um avião de passageiros de fuselagem larga produzido pela Boeing, sendo uma variante mais avançada e de maior sucesso do Boeing 747 inicial. A "Série Advanced 300" foi anunciada no Show Aéreo Internacional de Farnborough ocorrido em setembro de 1984, visando uma redução de custo de 10% com motores mais eficientes e 1000 milhas náuticas (1.850 km) a mais de alcance. A Northwest Airlines (NWA) se tornou o primeiro cliente com um pedido de 10 aeronaves em 22 de outubro de 1985. O primeiro 747-400 foi lançado em 26 de janeiro de 1988 e fez seu voo inaugural em 29 de abril de 1988. A certificação de tipo foi recebida em 9 de janeiro de 1989 e entrou em serviço com a NWA em 9 de fevereiro de 1989.
Ele retém a fuselagem do 747, incluindo o convés superior alongado do 747-300, com winglets de 1,8 m (6 pés). O 747-400 oferece uma escolha de motores aprimorados: o Pratt & Whitney PW4000, o General Electric CF6-80C2 ou Rolls-Royce RB211-524G/H. Seu glass cockpit para dois pilotos dispensa a necessidade de um engenheiro de voo. Ele normalmente acomoda 416 passageiros em um layout de três classes ao longo de um alcance de 7.285 milhas náuticas (13.490 km) com seu peso máximo de decolagem (MTOW) de 397 toneladas (875.000 lb).
O primeiro -400M foi lançado em junho de 1989. O -400D Doméstico para o mercado japonês, sem winglets, entrou em operação em 22 de outubro de 1991. A variante de carga -400F, sem o convés superior alongado, foi entregue pela primeira vez em maio de 1993. Com um MTOW aumentado para 410 toneladas (910.000 lb), a versão de alcance estendido entrou em serviço em outubro de 2002 como o cargueiro -400ERF e a versão de passageiro -400ER no mês seguinte. Várias aeronaves 747-400 passaram por conversão a cargueiro ou outras modificações para servir como transporte de chefes de estado, plataforma de testes do laser YAL-1, plataforma de testes de motores ou plataforma para lançamento no projeto Cosmic Girl. O Dreamlifter é uma conversão para cargas grandes, projetada para mover componentes do Dreamliner.
Com 694 entregues ao longo de 20 anos de 1989 a 2009, foi a variante do 747 mais vendida. Seus concorrentes mais próximos foram o menor McDonnell Douglas MD-11 e o Airbus A340. Ele foi substituído pelo ampliado e aprimorado Boeing 747-8, lançado em outubro de 2011. No final dos anos 2010s, os mais velhos aviões 747-400 projetados para passageiros foram sendo eliminados pelas companhias aéreas em favor de aeronaves bimotoras de longo alcance, como o Boeing 777, 787 e Airbus A350. Em 2021, a China Airlines comemorou a aposentadoria de seu último 747-400, que também estava entre as últimas aeronaves entregues dezesseis anos antes.

## Desenvolvimento

### O Cenário

O 747-400 manteve a configuração geral do 747, com o deck superior estendido do 747-300 e winglets adicionais

Após seu lançamento em 1969, o Boeing 747 se tornou um grande sucesso entre as companhias aéreas e os passageiros. Como o primeiro jato de fuselagem larga (do inglês: widebody) do mundo, o 747 revolucionou as viagens aéreas e consolidou o domínio de seu fabricante no mercado de aeronaves de passageiros. Em 1980, a Boeing anunciou o 747-300, sua mais recente variante do 747 com maior capacidade de passageiros. Isso foi possível criando um deck superior esticado (SUD) e oferecendo como padrão de fábrica, o que anteriormente era apenas uma opção no 747-200. O SUD era quase duas vezes mais longo que o deck superior do 747 original. Além do aumento da capacidade, o 747-300 não ofereceu nenhum aumento no alcance, nem incluiu melhorias na cabine de comando ou nos materiais de construção. Ao mesmo tempo, os 747 estavam se tornando mais caros de operar devido a uma série de fatores, notadamente sistemas analógicos de controle de voo, tripulação de cabine de três pessoas e custos de combustível.
Em 1982, a Boeing introduziu uma cabine de comando com monitores digitais (do inglês: glass cockpit) ao invés dos antigos instrumentos analógicos, capaz de ser comandada por apenas dois tripulantes de cabine, novos motores e materiais avançados de seus jatos 757 e 767. Ao mesmo tempo, as vendas combinadas dos modelos 747-100, −200, −300 e 747SP (coletivamente chamados de 747 "Clássicos") ultrapassaram 700, mas os novos pedidos diminuíram vertiginosamente. A introdução do 747-300 fez pouco para conter o declínio e enfrentou a concorrência potencial de designs mais modernos. Como resultado, a Boeing começou a considerar uma atualização mais significativa para seu maior jato de passageiros.
No início de 1984, os funcionários da empresa identificaram cinco objetivos de desenvolvimento para a última atualização do 747: novas tecnologias, um interior aprimorado, um aumento de alcance de 1.000 milhas náuticas (1.900 km), motores mais eficientes e uma redução de 10% no custo operacional. Em setembro de 1984, a Boeing anunciou o desenvolvimento do mais novo derivado do 747, o "Advanced Series 300", no Show Aéreo de Farnborough. Em 22 de outubro de 1985, o novo tipo foi lançado oficialmente quando a Northwest Airlines se tornou o primeiro cliente do 747-400, com um pedido de 10 aeronaves. As companhias Cathay Pacific, KLM, Lufthansa, Singapore Airlines e British Airways também anunciaram pedidos vários meses depois, seguidos pelas companhias United Airlines, Air France e Japan Airlines.

### Esforço de Design

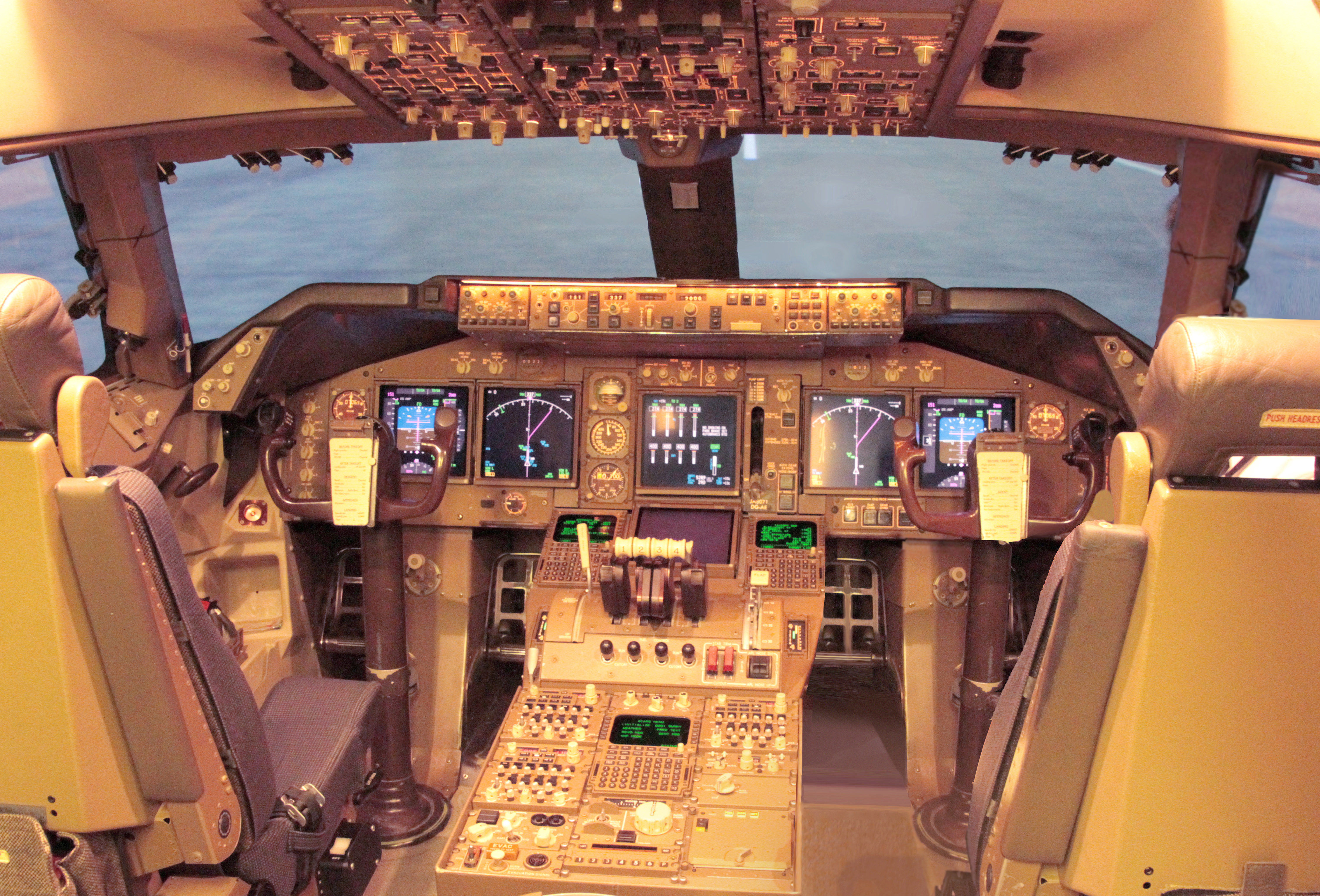
A cabine de comando glass cockpit do Boeing 747-400ER

Os sete primeiros clientes (British Airways, Cathay Pacific, KLM, Lufthansa, Northwest, Qantas e Singapore Airlines) formaram um grupo consultivo para aconselhar a Boeing no processo de design do 747-400. Enquanto planejava-se que a aeronave tivesse melhorias nas tecnologias embarcadas, a Boeing originalmente propôs mudanças mínimas de design a fim de reduzir o custo de desenvolvimento e manter a semelhança com os modelos existentes. O grupo consultivo de companhias aéreas buscou mudanças mais avançadas, incluindo uma cabine de comando com monitores digitais ao invés de instrumentos analógicos e capacidade para ser comandada por apenas dois tripulantes ao invés de três. Como resultado da contribuição das companhias aéreas, o novo design digital da cabine do 747-400 apresentava telas de tubo de raios catódicos (CRT), empregadas pela primeira vez nas aeronaves Boeing 757 e 767. O piloto automático também foi alterado para aquele utilizado no 757 e 767; no 747-400, uma atualização de software foi adicionada para permitir um modo de 'intervenção na altitude' (do inglês, altitude intervention).

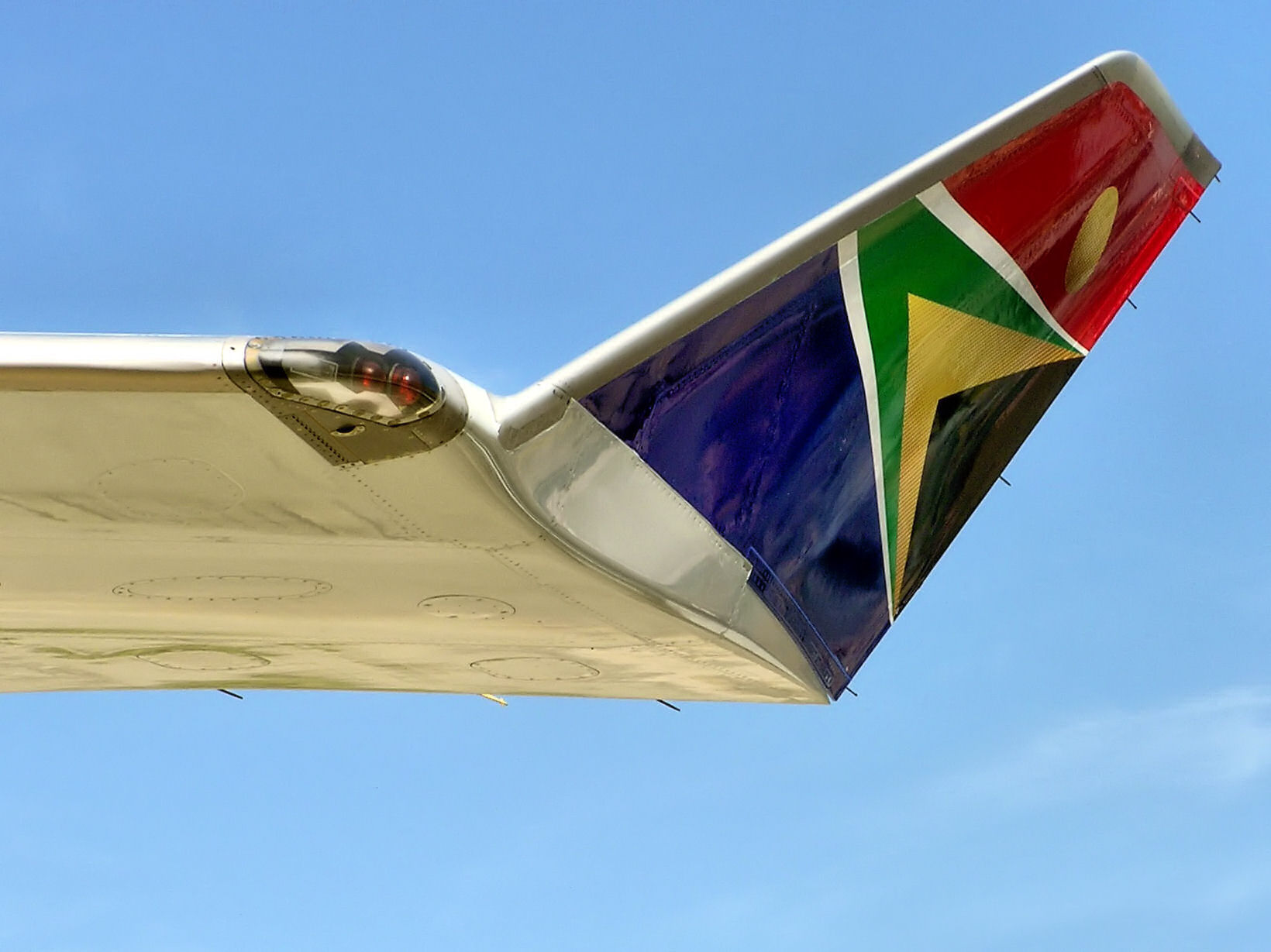
O winglet inclinado do 747-400

A envergadura do 747-400 foi esticada em 5,2 metros em relação ao 747 Classic por meio de extensões de ponta de asa. Para reduzir o arrasto aerodinâmico, as asas foram equipadas com winglets de 1,8 metro de altura. Apesar do comprimento adicionado, as asas eram 2.700 kg mais leves como resultado das novas ligas de alumínio. O estabilizador horizontal também foi redesenhado para se ajustar a um tanque de combustível de 12.000 litros, resultando em um aumento de alcance de 350 milhas náuticas (650 km), e o curso do leme foi aumentado para 30 graus. O trem de pouso foi redesenhado com rodas maiores e freios de carbono. As mudanças internas incluíram ainda uma cabine reestilizada com novos materiais e acessórios atualizados.
Os novos motores oferecidos no 747-400 incluíam o Pratt & Whitney PW4056, o General Electric CF6-80C2B1F e o Rolls-Royce RB211-524G/H. Os motores ofereceram menor consumo de combustível e maior empuxo, junto com um controle digital (FADEC) de ajuste de desempenho do motor para melhorar a eficiência em comparação com os 747 Classic. Uma nova unidade de energia auxiliar (APU) fabricada pela Pratt & Whitney Canada também foi selecionada para fornecer energia no solo para o 747-400, com uma redução de 40% no consumo de combustível em comparação com os designs de APU anteriores.

### Produção e Testes
A montagem final do primeiro 747-400 começou na fábrica da Boeing de Everett, o local de produção da série 747, em setembro de 1987. Mais de cinquenta por cento da aeronave foi produzida por terceiros, tais como estruturas principais, motores e subconjuntos fornecidos pela Northrop e estruturas do convés superior pela Daewoo. Todos os componentes foram integrados durante o processo de montagem final na fábrica de Everett. A primeira aeronave, equipada com motores PW4056, foi concluída no final de 1987. Em 26 de janeiro de 1988, o primeiro 747-400 foi lançado na fábrica de Everett, enquanto o primeiro 737-400 era lançado na Fábrica da Boeing de Renton no mesmo dia, marcando o primeiro lançamento duplo de aeronaves de linha aérea a jato na história do fabricante. No momento do lançamento, o programa 747-400 acumulava mais de 100 pedidos.

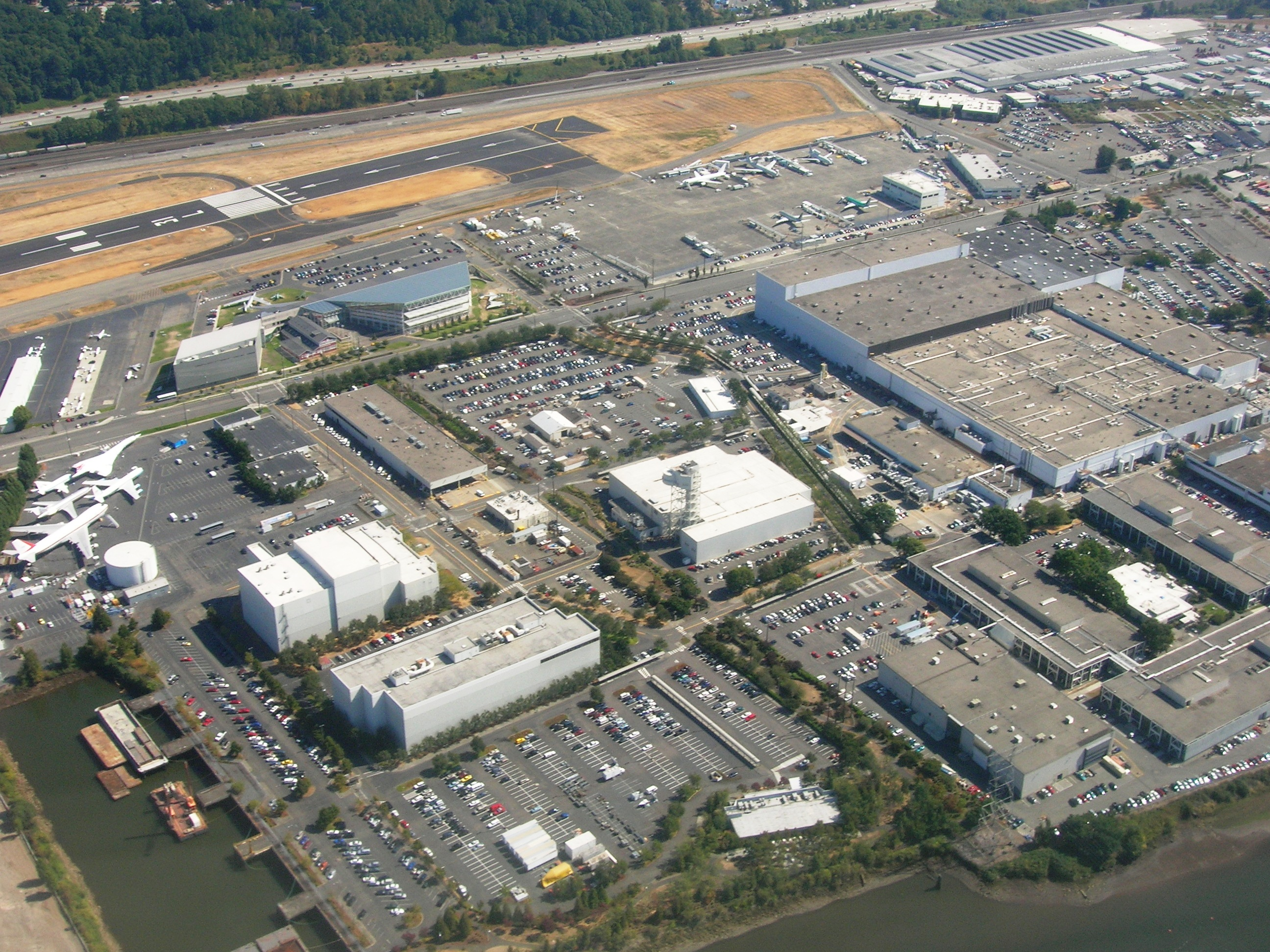
Uma vista aérea do Boeing Field, um dos locais usados para testes de voo do 747-400.

O 747-400 voou pela primeira vez em 29 de abril de 1988, sob o comando do piloto de testes James Loesch e do copiloto Kenneth Higgins. O primeiro voo atrasou seis semanas devido a atrasos de empresas contratadas para fornecimento de componentes e solução de problemas extras nos sistemas eletrônicos da aeronave. O voo inaugural decolou de Paine Field, local da fábrica de Everett, e pousou em Boeing Field, ao sul de Seattle, após duas horas e 26 minutos sem intercorrências. O programa de teste de voo do 747-400 utilizou as quatro primeiras aeronaves construídas, uma a mais do que o número mínimo necessário para certificar as três opções de motor da aeronave. Uma aeronave de teste foi equipada com os motores CF6-80C2B1F e outra com os motores RB211-524G/H, enquanto as outras duas apresentavam motores PW4056, com a quarta aeronave servindo como reserva. A certificação pela Administração Federal de Aviação (FAA) para a configuração de motores Pratt & Whitney PW4000 foi recebida em 9 de janeiro de 1989. Em 18 de maio de 1989, foi recebida a certificação para a configuração de motores General Electric CF6-80C2 e em 8 de junho de 1989 para a configuração de motores Rolls-Royce RB211-524G.
À medida que o programa de testes de voo prosseguia, a Boeing encontrou problemas no processo de produção do 747-400, o que a levou a divulgar atrasos de até um mês na entrega das primeiras 20 aeronaves construídas. O principal motivo para os atrasos foi a complexidade sem precedentes das configurações de interiores oferecidas às companhias aéreas, que variavam de banheiros e cozinhas aos tons de cores das etiquetas de advertência da cabine. Juntamente com novos funcionários relativamente inexperientes, a falta de técnicos veteranos, as configurações de cabine que exigiram um retrabalho caro e problemas iniciais com integração eletrônica na cabine de comando, a produção do 747-400 atrasou. A empresa conseguiu resolver os primeiros problemas de produção em meados de 1989, com o primeiro exemplar de cada uma das três variantes de motor entregues com quatro meses de diferença entre si, e atrasos gerais não excederam algumas semanas.

### Entrada em Operação

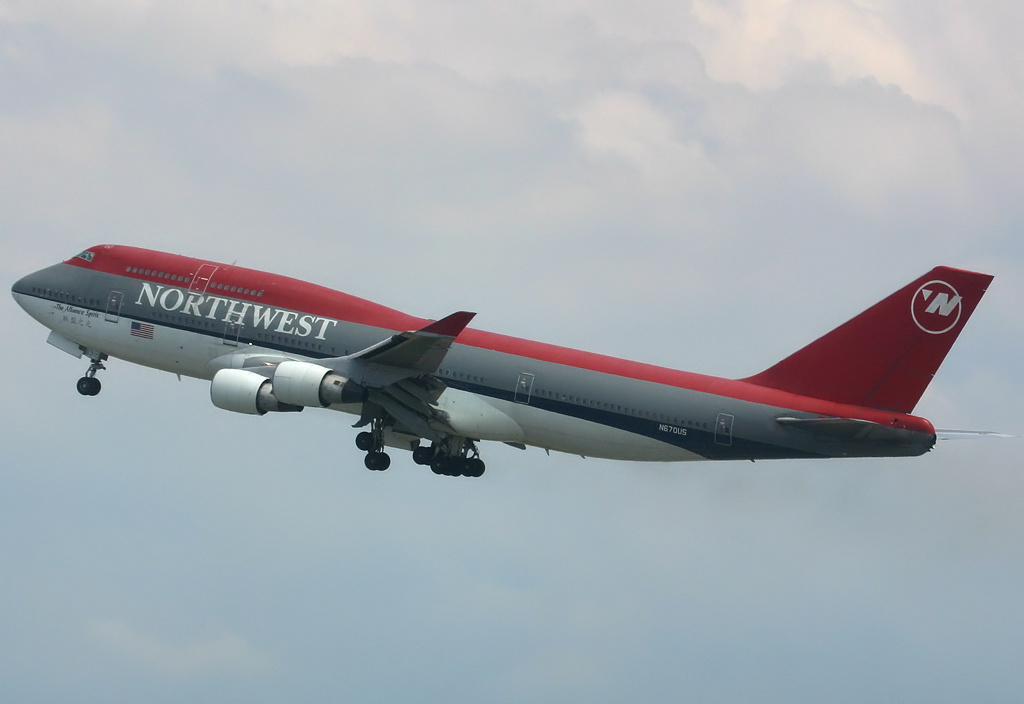
A Northwest Airlines colocou o 747-400 em serviço em fevereiro de 1989.

O primeiro 747-400 (matrícula N661US) foi entregue ao cliente de lançamento, a Northwest Airlines. Este jato ficou conhecido pelo incidente ocorrido no voo Northwest 85, causado por uma deflexão não comandada do leme de direção (do inglês: rudder hardover). O N661US acabou sendo vendido para a Delta Airlines quando a Northwest se fundiu com ela e, mais tarde, foi aposentado e preservado no Museu de Voo da Delta. Em 31 de maio de 1989, a Singapore Airlines operou o primeiro voo internacional usando um 747-400, sendo um voo de Cingapura para Londres.
Em maio de 1989, uma semana antes da entrega inicial ao primeiro cliente europeu do 747-400, a KLM, as Autoridades Comuns da Aviação (JAA) chocaram a Boeing ao se recusarem a conceder a certificação regulatória para a aeronave, citando a resistência do piso da cabine do andar superior como suscetível ao colapso em o evento de uma descompressão explosiva. Enquanto o fabricante afirmava que o piso da cabine do 747-400 não era diferente do já certificado e em serviço 747-300, o JAA afirmou que o modelo mais novo teria uma vida útil até, pelo menos, o ano de 2020 e, portanto, estava sujeito para um padrão mais recente e mais rigoroso de certificação que foi atualizado para refletir o risco de dispositivos explosivos. Nos dias que antecederam a primeira entrega à KLM, as negociações entre a Boeing, a FAA e a JAA resultaram em um compromisso: um certificado operacional temporário seria emitido para o 747-400, desde que a Boeing desenvolvesse um redesign estrutural para o aeronaves dentro de dois anos. O acordo de última hora permitiu que a KLM e a Lufthansa recebessem a entrega de seus 747-400 sem mais atrasos.
Após as primeiras entregas de 747-400, a Boeing iniciou a produção de mais variantes da aeronave. O primeiro 747-400 Combi, capaz de transportar passageiros e carga, foi lançado em junho de 1989. O 747-400 Domestic, uma variante de curto alcance da aeronave projetada para serviços japoneses dentro das ilhas, voou pela primeira vez em 18 de março de 1991 e entrou em serviço com a Japan Airlines em 22 de outubro de 1991. Uma variante de carga, o 747-400F, foi entregue pela primeira vez em maio de 1993 à Cargolux. No final da década de 1990, a Boeing estava produzindo quatro versões do 747-400.

### Desenvolvimentos Posteriores

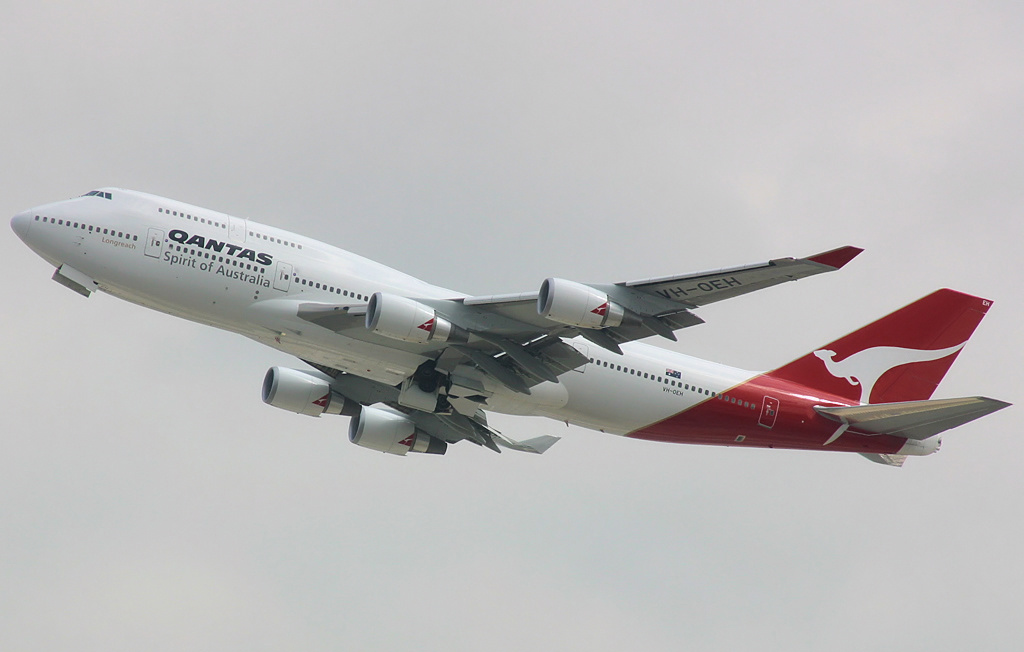
A Qantas colocou o Boeing 747-400ER em serviço em novembro de 2002.

O 747-400ERF (Extended Range Freighter ou Cargueiro de Alcance Estendido) entrou em serviço em outubro de 2002. No mês seguinte, a versão de alcance estendido para passageiros (ER) entrou em serviço pela Qantas, a única companhia aérea a encomendar a versão de passageiro do 747-400ER. A Qantas usou inicialmente o 747-400ER para a rota de Melbourne a Los Angeles e de Dallas a Sydney, permitindo a conclusão do voo com a capacidade máxima de carga e passageiros. Antes do 747-400ER, a Qantas faria esses voos fechando a zona 'E' da cabine e limitando o número de passageiros e carga. O 747-400ER possuia o Boeing Signature Interior, que mais tarde foi disponibilizado no 747-400 (tanto como um retrofit nos 747-400 existentes quanto como instalado de fábrica). 
O 747-400ER também introduziu algumas melhorias na cabine de comando, incluindo telas de cristal líquido (LCD), que substituíram os seis visores de tubo de raios catódicos (CRT) encontrados no Boeing 747-400. Os LCDs mais tarde também se tornaram padrão no 747-400 e poderiam ser adaptados nas aeronaves antigas. As três telas de reserva encontradas no 747-400 também foram substituídas por uma única tela LCD, chamada de Tela Reserva Integrada (do inglês, standby flight display - ISFD), que também se tornou padrão no 747-400 no final de 2003.
Na década de 2000, como parte de um esforço para promover o desenvolvimento sustentável e alternativo de combustíveis, bem como reduzir as emissões, vários operadores do 747-400 estudaram o uso do óleo extraído da planta jatropha. A Air New Zealand realizou o primeiro voo comercial usando óleo de jatropha como combustível. O 747-400 dessa companhia aérea tinha um motor queimando uma mistura de 50% de óleo de jatropha e 50% de combustível de aviação por um período de duas horas durante o voo, enquanto os engenheiros coletavam dados. A Continental Airlines testou o óleo de Jatropha em um de seus aviões comerciais em 7 de janeiro de 2009. A Jatropha é fácil de cultivar, precisa de pouco fertilizante ou água e produz uma planta rica em óleo.
Em 2007, o custo unitário do 747-400/-400ER era de US$ 234 a 266,5 milhões, e do 747-400F/-400ERF era de US$ 238 a 268 milhões. A produção da versão 747-400 para passageiros foi oficialmente encerrada em 15 de março de 2007. Os últimos quatro -400 encomendados foram cancelados pela Philippine Airlines (que mudou seu pedido para o 777-300ER). A última a encomendar o -400 foi a China Airlines em novembro de 2002, com o último 747-400 para passageiros construído em 2005 e entregue em abril daquele ano. Foi o 1358º 747 (registro MSN33737/B-18215). O último 747-400 foi um -400ERF, entregue em 22 de dezembro de 2009 à Kalitta Air.

### Aposentadoria e Valor Econômico
O valor de leasing, compra e revenda do 747-400 caiu drasticamente porque é relativamente caro de operar. Como a maioria dos 747-400 tem mais de 20 anos, as companhias aéreas estão começando a substituí-los. As companhias aéreas que ainda usam o 747-400 estão aposentando o modelo, substituindo-o por aeronaves mais eficientes em termos de combustível. O principal apelo do 747-400, assim como de seus predecessores, era seu alcance, e não sua capacidade, e na maioria dos casos isso foi substituído por aeronaves bimotoras de fuselagem larga de alcance semelhante, como o Boeing 777 e o Boeing 787 Dreamliner. A mudança na ênfase das operações entre hubs para voos ponto a ponto também reduziu a necessidade de jatos do tipo jumbo, como o 747. Companhias aéreas como a British Airways e Qantas, que planejam manter a mesma capacidade nas rotas servidas pelos 747-400, encomendaram o Airbus A380 em vez do Boeing 747-8 atualizado.
Por exemplo, a Delta Air Lines reduziu o número de voos que operava entre os Estados Unidos e o Aeroporto Internacional de Narita com o objetivo de transferir passageiros para outros destinos na Ásia, mudando para aeronaves bimotoras e operando a partir de um hub expandido no Aeroporto Internacional de Seattle-Tacoma. A capacidade total foi cortada, mas a capacidade de carga melhorou. Em abril de 2015, a Delta anunciou que iria acelerar a retirada de seus 747-400 e substituí-los por Airbus A330 ou Airbus A350 (ambos são bimotores). A Delta não conseguia manter os 747 lotados sem fazer grandes descontos nos preços dos bilhetes. Os descontos nas passagens e o aumento no custo de manutenção exigidos para aeronaves quadrimotoras prejudicavam os lucros.
Como o custo de substituição de um 747-400 é alto (uma companhia aérea deve comprar ou alugar outra aeronave compatível), alguns operadores optam por voar com o 747-400 até o fim de sua vida útil e, em seguida, descartá-lo. A revenda de peças desta aeronave foi reduzida a apenas seus motores. Quando um 747-400 de 26 anos de propriedade da Delta voou em meio a uma violenta tempestade de granizo, a empresa indicou que era provável que a aeronave fosse descartada. George Dimitroff, chefe de avaliações da FlightGlobal, estimou o valor da aeronave antes do incidente em cerca de US$ 8 milhões. Ele observou que não era o mesmo valor de seu seguro. Conforme discutido na seção sobre 747-400 convertidos a cargueiros, não há mais um modelo econômico viável para converter 747-400 aposentados de passageiros em cargueiros dedicados, portanto, a maioria dos 747-400 aposentados na versão para passageiros provavelmente será descartada.
Várias companhias aéreas retiraram seus 747-400 do mercado transpacífico. As operadoras restantes em 2014 incluíram a EVA Air, a Qantas, a Virgin Atlantic, a British Airways e a United. O uso deles pela United também refletiu uma mudança de ênfase de hubs asiáticos principais para hubs domésticos. Em 11 de janeiro de 2017, a United anunciou que começaria a descontinuar seus 747-400 e fez seu último voo com o 747 em 7 de novembro daquele ano. A Delta Airlines foi a última companhia aérea dos EUA a operar o Boeing 747, aposentando a última da frota de 747-400 que herdou da Northwest Airlines em dezembro de 2017. A British Airways, a maior operadora de 747-400 para passageiros, anunciou que eliminará sua frota de 747-400 até fevereiro de 2024 e substituirá seus Boeing 747-400 pelo Airbus A350-1000. A Lufthansa vai aposentar sua frota de 747-400 em 2025, pois eles estão sendo substituídos pelo Boeing 777x e pelo Boeing 747-8i. A KLM irá aposentar sua frota de 747-400 versão Combi e versão apenas para passageiros em 2020, à medida que eles forem sendo substituídos pelo Boeing 777-300ER, o Boeing 787-10 Dreamliner e o Airbus A350-900. No entanto, a KLM anunciou que planeja aposentar seu último Boeing 747-400 até 1º de janeiro de 2021 em vez de 2020 devido a atrasos na entrega dos novos jatos bimotores.
A pandemia global COVID-19 acelerou a aposentadoria de muitos Boeing 747-400 restantes devido a uma queda acentuada no tráfego de passageiros. Por exemplo, a KLM aposentou suas frotas Boeing 747-400 Combi e Passageiros em março de 2020. A Qantas anunciou a aposentadoria de sua frota de 747-400 e 747-400ER até o final de 2020, com o Boeing 787-9 Dreamliner tomando seu lugar. A China Airlines também anunciou que irá aposentar seus quatro Boeing 747-400 restantes até o final de 2020 devido à pandemia COVID-19 (que foram entregues entre 2004 e 2005, operando em voos dentro da Ásia) com o Airbus A350-900 e o Boeing 777-300ER assumindo todas as rotas de alto volume e todas as rotas internacionais asiáticas. No entanto, a China Airlines não aposentou seu último Boeing 747-400 até fevereiro de 2021. A British Airways aposentou seus 31 Boeing 747-400 restantes 4 anos antes do prazo original de fevereiro de 2024. A Virgin Atlantic também aposentou sua frota restante de 747-400 em maio de 2020, citando a pandemia COVID-19 - a frota deveria se aposentar em 2021. Em setembro de 2021, havia apenas 42 747-400 versão para passageiros em operação (10 voando ativamente, 32 em armazenamento) em 10 companhias pelo mundo. A Lufthansa e a Air China tinham planos de retomar o voo de algumas de suas aeronaves armazenadas em outubro de 2021.

## Variantes

### Boeing 747-400

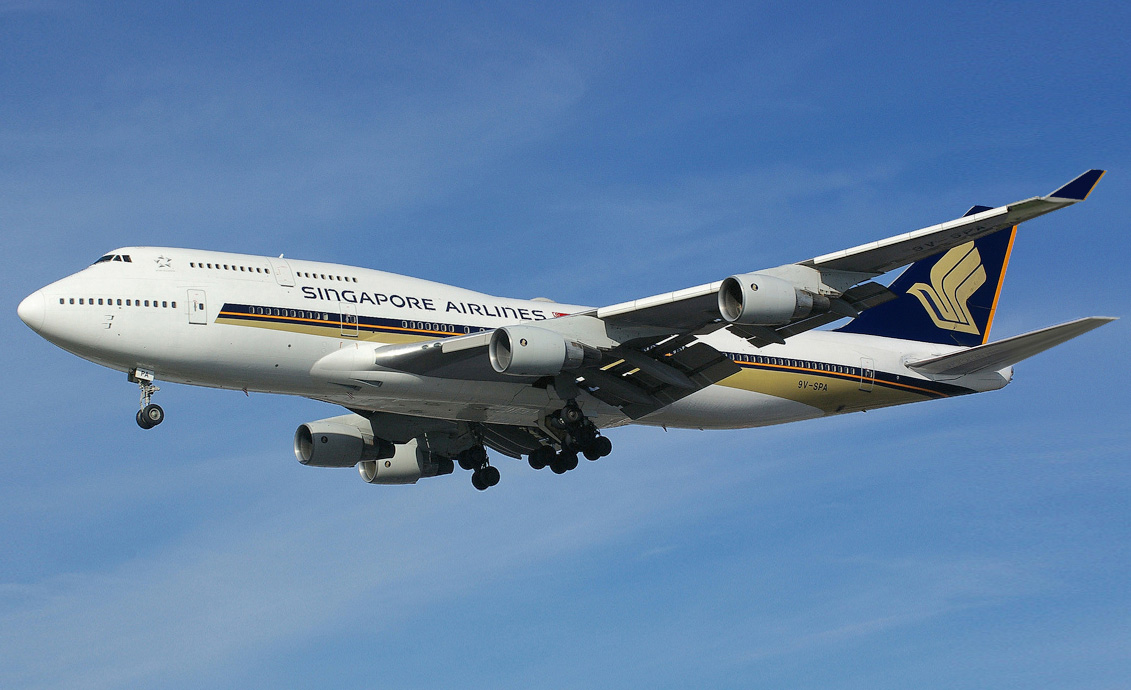
Um Boeing 747-400 da Singapore Airlines, a primeira operadora internacional do tipo

A variante original do 747-400 estreou uma envergadura aumentada, winglets, motores revisados e uma cabine com glass cockpit que eliminou a necessidade de um engenheiro de voo. O tipo também apresentava o andar superior alongado (SUD) introduzido com o 747-300. O modelo de passageiros formou a maior parte dos 747-400 vendidos e 442 foram construídos.
Em 1989, o 747-400 de matrícula VH-OJA da Qantas voou sem escalas de London Heathrow para Sydney, uma distância de 18,001 quilômetros (9,720 nmi), em 20 horas e 9 minutos, estabelecendo um recorde mundial de distância em aeronaves comerciais. Desde 2014, este é o voo mais rápido de uma aeronave pesada entre Londres e Sydney. Este foi um voo de entrega sem passageiros ou carga a bordo. Durante os testes, o primeiro 747-400 construído também estabeleceu um recorde mundial para a decolagem de avião mais pesado em 27 de junho de 1988, em um voo para simular estol com peso elevado. A aeronave estava com um peso de decolagem de 404.810 kg, e para cumprir os regulamentos da Fédération Aéronautique Internationale, subiu a uma altura de 6.562 pés (2.000 metros). Em 9 de fevereiro de 2020, um Boeing 747-400 da British Airways quebrou o recorde de velocidade para aviões subsônicos, fazendo o voo Nova York-Londres em 4 horas e 56 minutos, impulsionado pela poderosa corrente de jato ligada à Tempestade Ciara.

### Boeing 747-400F

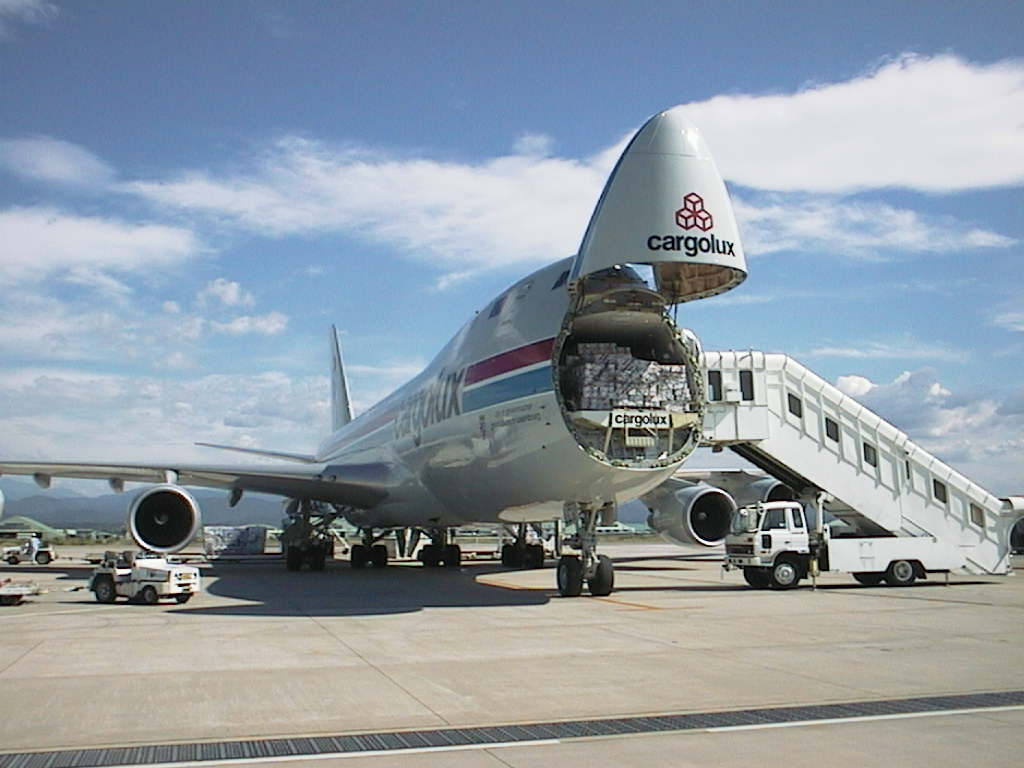
Um 747-400F da Cargolux com a porta do nariz aberta

O 747-400F (Cargueiro) é uma versão totalmente de carga do 747-400. Enquanto usa os sistemas atualizados e o design da asa das versões de passageiros, ele apresenta o convés superior curto original encontrado nos 747 clássicos para reduzir o peso. O 747-400F tem um peso máximo de decolagem de 397.000 kg e uma carga útil máxima de 124.000 kg. A versão -400F pode ser facilmente diferenciada da -400 de passageiros por sua saliência mais curta no andar superior e pela falta de janelas ao longo do andar principal.
O primeiro voo do modelo foi em 4 de maio de 1993 e entrou em serviço com a Cargolux em 17 de novembro de 1993. Os principais clientes incluem Atlas Air, Cargolux, China Airlines, Korean Air, Nippon Cargo Airlines, Polar Air Cargo e Singapore Airlines.
O 747-400F tem uma porta do nariz no andar principal e um sistema mecanizado de manuseio de carga. A porta do nariz abre para cima de modo que paletes ou contêineres de até 12 metros possam ser carregados diretamente em rolos motorizados. Uma porta de carga lateral opcional (como vista no 747-400M) permite o carregamento de módulos de carga dimensionalmente mais altos. Um andar inferior (na barriga) permite o carregamento de dispositivos de carga unitária (ULD) de até 163 cm de altura. A Boeing entregou todas as 126 encomendas de Boeing 747-400F feitas até novembro de 2009.
Um novo 747-400F em 2008 custava US$ 101 milhões e uma aeronave de 2003 foi alugada por US$ 400 mil por mês em 2019, custando um valor de US$ 29 milhões, enquanto que um B747-400BCF foi avaliado em cerca de US$ 10 milhões.

### Boeing 747-400M

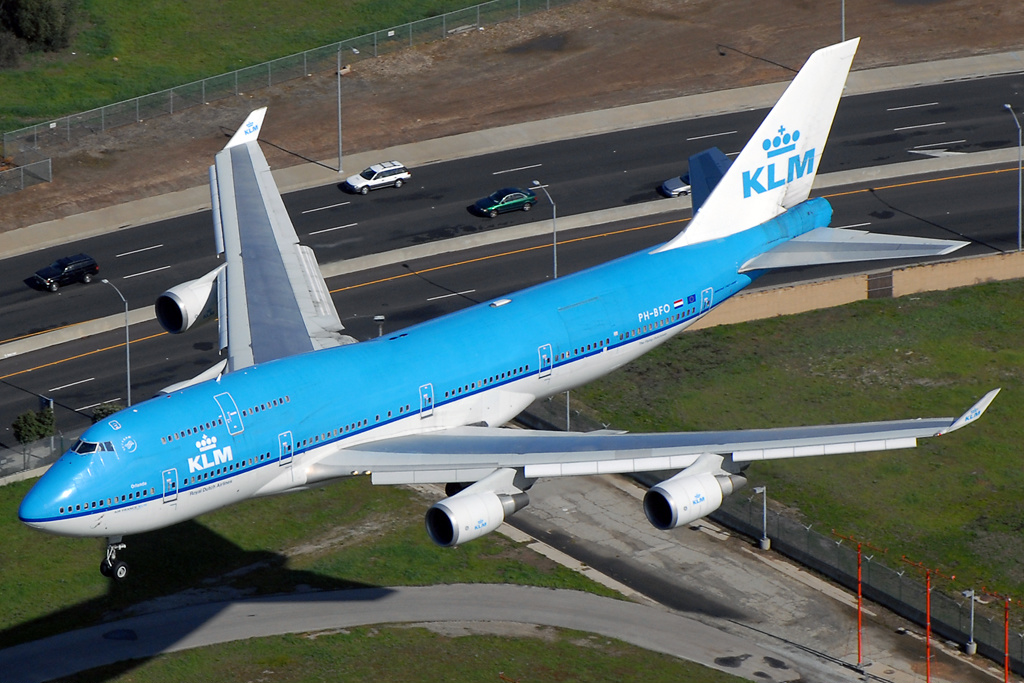
Um 747-400M da KLM, com janelas de passageiro e porta de carga traseira

O 747-400M (uma variante passageiro/carga ou variante "Combi") voou pela primeira vez em 30 de junho de 1989 e entrou em serviço com a KLM em 12 de setembro de 1989. Baseado nas versões Combi bem-sucedidas do 747 Classic, o -400M tem uma grande porta instalada na parte traseira da fuselagem para carregamento de carga. Uma partição bloqueada separa a área de carga da cabine de passageiros dianteira. O -400M também oferece proteção adicional contra incêndio, um piso reforçado, um sistema de esteira rolante e equipamento de conversão de área de passageiro em carga. O último 747-400M foi entregue à KLM em 10 de abril de 2002. A KLM é o último operador 747-400M. O Boeing 747-400M foi inicialmente planejado para ser aposentado em 1 de janeiro de 2021, no entanto, o Boeing 747-400M foi aposentado em 27 de março de 2020, sendo anunciado pela Air France-KLM no início de março de 2020 a aposentadoria de todas as versões restantes do Boeing 747-400 para passageiros da KLM (incluindo todas as aeronaves KLM Boeing 747-400M) devido à redução da demanda de viagens aéreas causada pela pandemia COVID-19, embora, devido a uma escassez global de capacidade de carga aérea, três KLM 747-400Ms foram temporariamente reativados após apenas uma semana para operar voos de carga para a Ásia.

### Boeing 747-400D

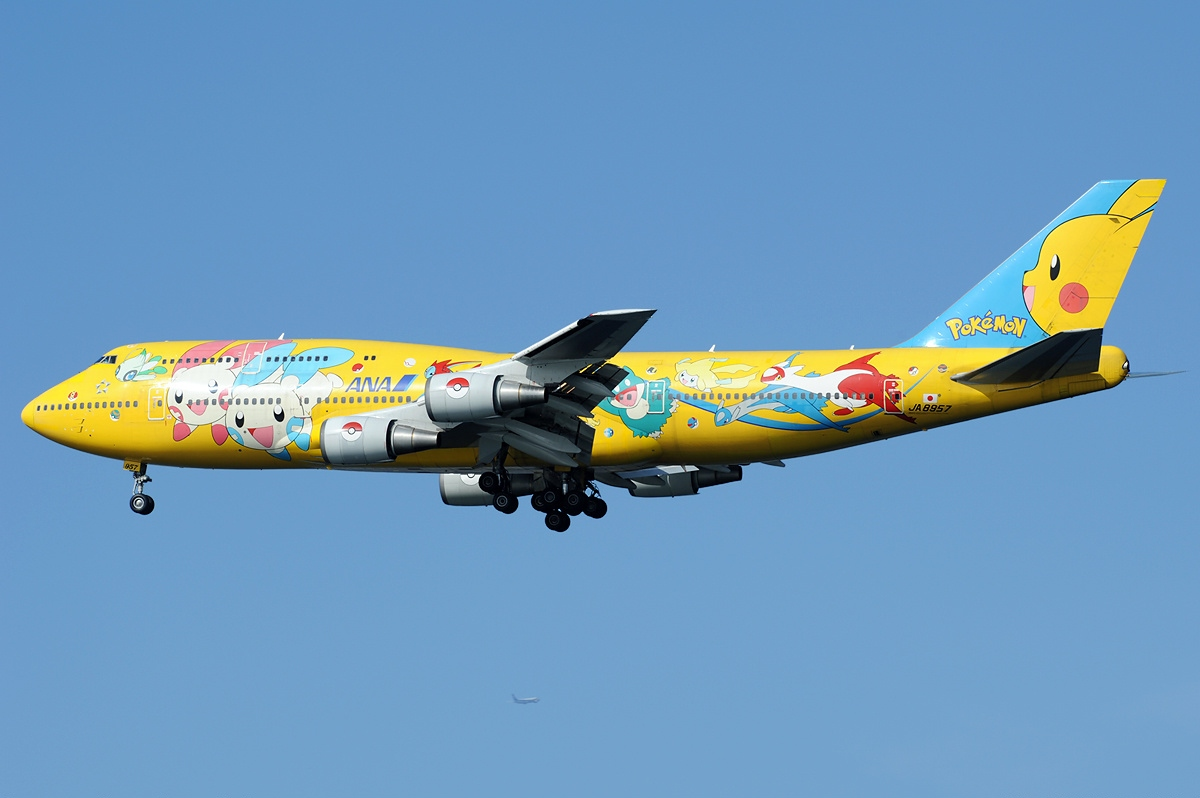
Um Boeing 747-400D sem winglets da All Nippon Airways

O 747-400D (doméstico) é um modelo de assento de alta densidade desenvolvido para voos domésticos japoneses de pequeno alcance e grande volume, servindo a mesma função que o modelo doméstico anterior Boeing 747-100SR. Este modelo é capaz de acomodar um máximo de 568 passageiros em uma configuração de duas classes ou 660 passageiros em uma configuração de classe única.
O -400D não tem as extensões de ponta de asa e winglets que são incluídos em outras variantes. Os winglets proporcionariam benefícios mínimos em rotas de curta distância, ao mesmo tempo em que adicionariam peso e custo extras. O -400D pode ser convertido para a versão de longo alcance, se necessário. O 747-400D pode ser diferenciado de outro 747-300 de aparência semelhante pelas janelas extras no andar superior. Isso permite assentos extras na parte traseira do andar superior, onde uma cozinha normalmente estaria situada em voos mais longos. No total, 19 do tipo foram construídos, com o último exemplo entregue à All Nippon Airways em 11 de fevereiro de 1996. Esta variante foi aposentada quando a ANA aposentou seu último 747-400D em 31 de março de 2014.

### Boeing 747-400ER

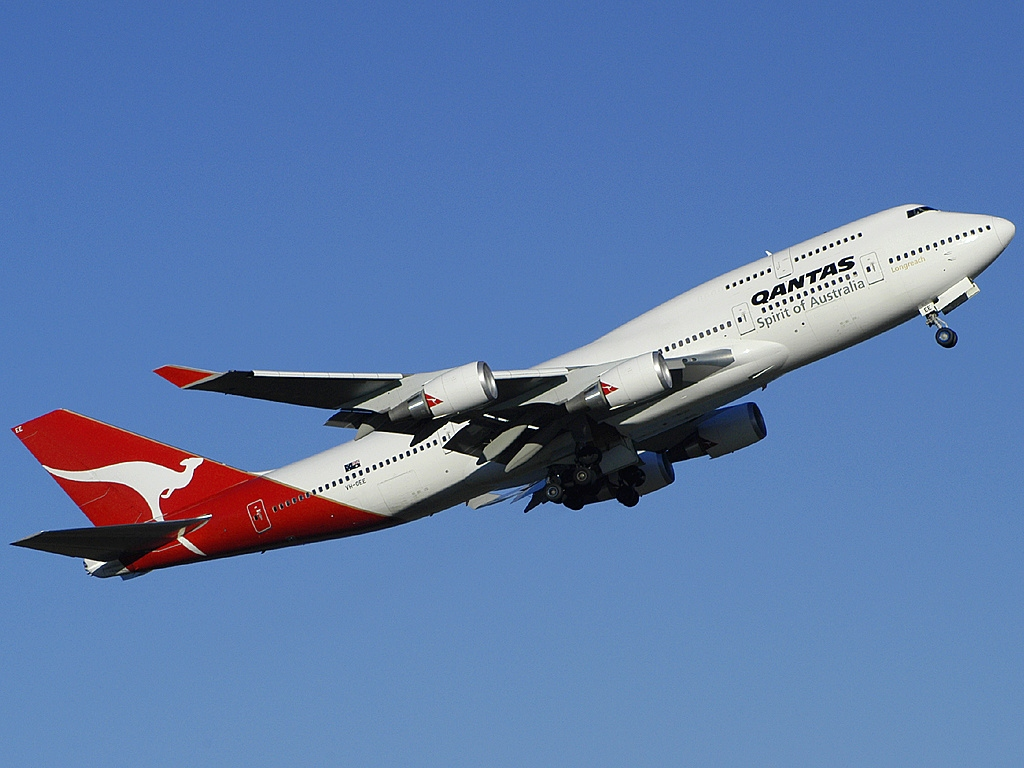
Um Boeing 747-400ER (Extended Range) à serviço do cliente lançador, a Qantas

O 747-400ER (Extended Range ou Alcance Estendido) foi lançado em 28 de novembro de 2000, seguindo um pedido da Qantas para seis aeronaves. O modelo era comumente referido como '910k', significando seu peso máximo em libras obtido por meio de modificações estruturais e do trem de pouso modificado. O 747-400ER incluiu a opção de um ou dois adicionais tanques de combustível de 12.300 litros no porão de carga, no entanto, a Qantas foi o único cliente que solicitou a configuração de tanque de corpo único e nenhum avião foi entregue com tanques de combustível de tanque duplo. Fabricado pela Marshall Aerospace, esses tanques utilizaram uma tecnologia de junção de metais chamada de colmeia para atingir uma alta proporção de combustível em relação ao peso. Os tanques apresentam uma parede dupla, sistema de ventilação integrado e conseguem controle de combustível por meio de um Cartão de Gerenciamento do Sistema de Combustível (FSMC) modificado que otimiza a transferência de combustível para o Tanque da Asa Central (CWT) em voo junto com a transferência de combustível do Tanque Estabilizador Horizontal (HST). O tanque é removível por meio de ferramentas que fazem interface com o sistema de carregamento de carga. Tecnologia semelhante foi usada por Marshall no desenvolvimento de tanques de combustível para o Boeing 777-200LR e para o Boeing P-8A Poseidon. Outras mudanças no 747-400ER incluem a realocação dos componentes do sistema de oxigênio e dos tanques e bombas do sistema de água potável, uma vez que os tanques de combustível instalados no porão de carga impedem o acesso aos locais originais de acesso a estes sistemas.
O primeiro 747-400ER foi usado como avião de teste e pintado com as cores da Boeing, com matrícula N747ER. A Qantas recebeu a primeira entrega do 747-400ER (matrícula VH-OEF) em 31 de outubro de 2002. No entanto, este foi o segundo avião construído. O avião de testes foi mais tarde reformado, repintado com a pintura padrão da Qantas e registrado como VH-OEE. A Qantas foi o único cliente da versão de passageiro do 747-400ER, escolhido pela companhia aérea para permitir cargas completas entre Melbourne e Los Angeles, principalmente na direção oeste. O 747-400ER pode voar 800 km mais longe, ou transportar 6.804 kg a mais do que -400.
Em maio de 2018, a Qantas anunciou que retiraria toda a sua frota de 747, incluindo todos os 747-400ERs, até 2020.

### Boeing 747-400ERF

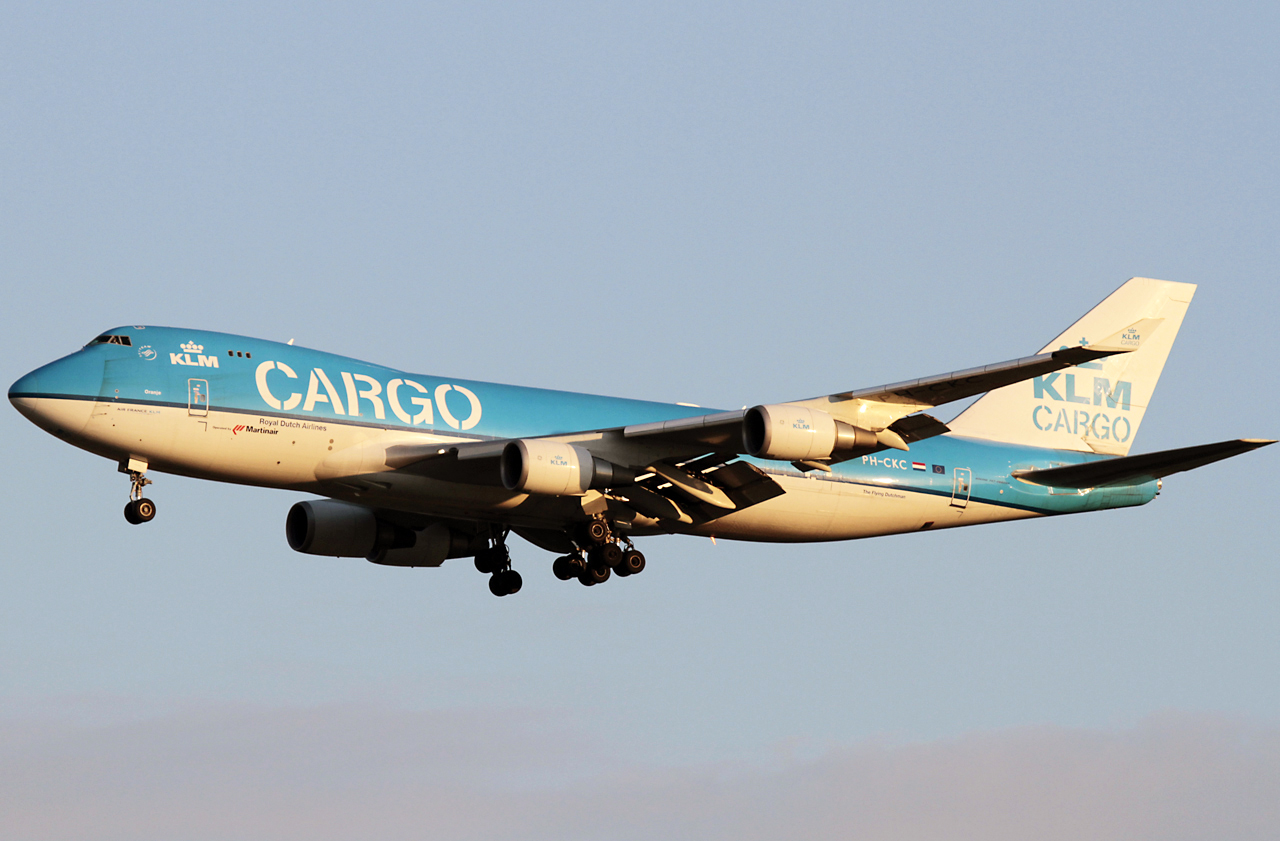
Um Boeing 747-400ERF da KLM

O 747-400ERF (Extended Range Freighter ou Cargueiro de Alcance Estendido) é a versão de carga do -400ER, lançado em 30 de abril de 2001. O 747-400ERF é semelhante ao 747-400F, exceto pela maior capacidade de peso bruto, que permite que ele carregue mais carga útil. Ao contrário do 747-400ER, nenhum cliente solicitou os tanques de combustível opcionais no compartimento de carga, o que reflete o desejo de transportar mais carga, não combustível. O 747-400ERF tem um peso máximo de decolagem de 410 mil kg e uma carga útil máxima de 112.800 kg. Ele oferece às companhias aéreas de carga a opção de adicionar 10.000 kg mais carga útil do que outras variantes do cargueiro 747-400 ou adicionar 972 km ao alcance máximo.
O -400ERF tem um alcance de 9.200 km com carga útil máxima, cerca de 525 km mais distante do que o cargueiro 747-400 padrão e tem fuselagem reforçada, trem de pouso e partes de sua asa, junto com pneus novos e maiores. O primeiro -400ERF foi entregue à Air France (via ILFC) em 17 de outubro de 2002. A Boeing entregou 40 Boeing 747-400ERF, sem pedidos pendentes. O novo 747-8 Cargueiro tem mais capacidade de carga útil, mas menos alcance do que o 747-400ERF quando ambos estão no MTOW.

### Boeing 747-400 convertido para cargueiro

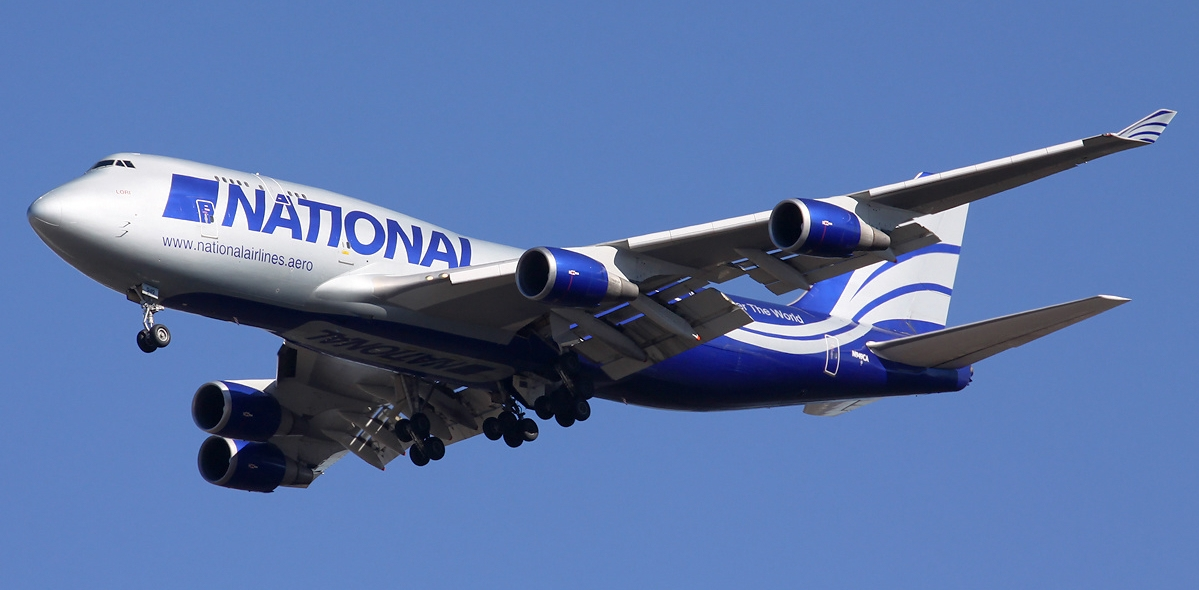
Um Boeing 474-400BCF - convertido para cargueiro - da National Airlines

O 747-400BCF (Boeing Converted Freighter ou Boeing convertido para cargueiro), anteriormente conhecido como 747-400SF (Special Freighter ou Cargueiro Especial), é um programa de conversão para 747-400 originalmente projetados para passageiros. O projeto foi lançado em 2004 com conversões por empresas certificadas, como a HAECO, KAL Aerospace e SIA Engineering Company. O primeiro Boeing 747-400BCF foi entregue à Cathay Pacific Cargo e entrou em serviço em 19 de dezembro de 2005. A Cathay aposentou o 747-400BCF em 2017, após 11 anos de serviço.
O 747-400BDSF (BeDek Special Freighter) é outra conversão de passageiro em cargueiro, realizada pela Israel Aerospace Industries (IAI). O primeiro 747-400BDSF foi enviado para a Air China Cargo. Vários Boeing 747-400M da EVA Air foram convertidos ao modelo BDSF após a aposentadoria do serviço de passageiros.
Ambos os modelos 747-400BCF e 747-400BDSF não possuem uma porta de carga dianteira; o frete só pode ser carregado pela porta lateral de carga.

### Boeing 747-400 convertido para cargas grandes

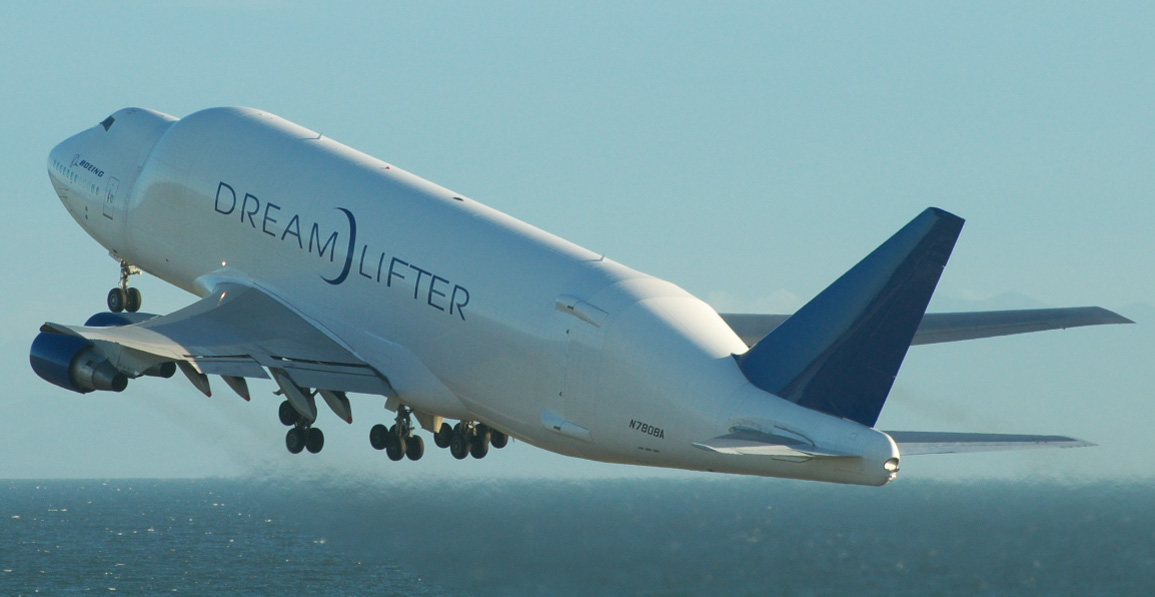
O Boeing Dreamlifter

A Boeing anunciou em outubro de 2003 que, devido à quantidade de tempo envolvida com o transporte marítimo, o transporte aéreo seria o principal método de transporte de peças para o Boeing 787 Dreamliner. Aeronaves Boeing 747-400 para passageiros foram convertidas em uma configuração de grande porte "Large Cargo Freighter" (LCF) para transportar subconjuntos para Everett, Washington, para a montagem final. O LCF tem uma fuselagem protuberante semelhante à dos aviões de carga Aero Spacelines Super Guppy e Airbus Beluga.
A conversão, projetada por engenheiros da Boeing de Puget Sound, Moscou e Canoga Park, Cal., e a espanhola Gamesa Aeronáutica, foi realizada em Taiwan por uma subsidiária do Evergreen Group. A Boeing comprou quatro aeronaves de segunda mão e teve todas convertidas; o quarto e último LCF fez seu primeiro voo em janeiro de 2010.
Os prazos de entrega são de apenas um dia usando o 747 LCF, em comparação com até 30 dias para entregas por navio. O LCF tinha o maior porão de carga de qualquer aeronave até ser ultrapassado pelo Airbus Beluga XL, e pode conter três vezes o volume de um cargueiro 747-400F. O LCF não é um modelo de produção da Boeing e não foi colocado à venda a nenhum cliente. Os LCFs são destinados ao uso exclusivo da Boeing.

### Variantes Militares, Governamentais e outras
- C-33 : Proposta de versão de transporte militar dos EUA do 747-400F, destinada a aumentar a frota do Boeing C-17 Globemaster III. O C-33 custava menos e tinha maior alcance, embora não pudesse usar pistas austeras ou lidar com equipamentos militares de grande porte e tivesse um custo operacional esperado mais alto. O plano foi cancelado em favor da compra de mais C-17s.
- KC-33 : Proposta norte americana de aeronave de abastecimento em voo do 747-400BCF.
- YAL-1 : Porta-aviões "Airborne Laser" baseado em um 747-400F para a Força Aérea dos Estados Unidos. A aeronave foi fortemente modificada para carregar uma torre montada no nariz e um Laser Químico de Oxigênio Iodo (COIL), a fim de destruir mísseis balísticos intercontinentais. A aeronave foi aposentada em 2012 após o cancelamento do financiamento do programa.
- Vários outros governos também usam o 747-400 como transporte VIP, incluindo Bahrein, Brunei, Índia, Japão, Omã, Catar, Arábia Saudita e Emirados Árabes Unidos.
- Um ex-Virgin Atlantic 747-400 chamado Cosmic Girl é usado pela Virgin Galactic como lançador em voo do LauncherOne, um foguete orbital.
- 747-400 Water Bomber: A Global SuperTankers converteu um ex-Japan Airlines 747-400BCF para uso como bombeiro aerotransportado, servindo como a segunda geração de 747 Supertanque. O bombardeiro de água convertido carrega 74.190 litros de água ou retardante químico de fogo em oito tanques pressurizados. O Serviço Florestal dos Estados Unidos estava considerando o uso desta aeronave em 2017. O Global SuperTanker recebeu a certificação FAA em 12 de setembro de 2016.